# Nanjing (köpinghuvudort i Kina, Jiangxi Sheng, lat 24,69, long 114,40)
Nanjing är en köpinghuvudort i Kina. Den ligger i provinsen Jiangxi, i den sydöstra delen av landet, omkring 470 kilometer söder om provinshuvudstaden Nanchang. Antalet invånare är 18 538. Befolkningen består av 8 890 kvinnor och 9 648 män. Barn under 15 år utgör 21,0 %, vuxna 15-64 år 70 %, och äldre över 65 år 8,0 %.
Runt Nanjing är det ganska tätbefolkat, med 179 invånare per kvadratkilometer. Närmaste större samhälle är Jinlong, 15,1 km nordost om Nanjing. I omgivningarna runt Nanjing växer i huvudsak städsegrön lövskog.
Genomsnittlig årsnederbörd är 2 147 millimeter. Den regnigaste månaden är maj, med i genomsnitt 412 mm nederbörd, och den torraste är oktober, med 15 mm nederbörd.